# Elezioni parlamentari in Austria del 1962
Le elezioni parlamentari in Austria del 1962 si tennero il 18 novembre per il rinnovo del Nationalrat. In seguito all'esito elettorale, Alfons Gorbach, esponente del Partito Popolare Austriaco, fu confermato Cancelliere; nel 1964 gli successe Josef Klaus, espressione del medesimo partito.

## Risultati
| Liste                              | Voti      | %     | Seggi |
| ---------------------------------- | --------- | ----- | ----- |
| Partito Popolare Austriaco         | 2 024 501 | 45,43 | 81    |
| Partito Socialista d'Austria       | 1 960 685 | 44,00 | 76    |
| Partito della Libertà Austriaco    | 313 895   | 7,04  | 8     |
| Partito Comunista d'Austria        | 135 520   | 3,04  | –     |
| Partito Federale Europeo d'Austria | 21 530    | 0,48  | –     |
| Totale                             | 4 456 131 | 100   | 165   |